# Балафон
Балафон — традиційний західноафриканський дерев'яний ударний музичний інструмент, різновид ксилофона.

## Опис
Інструмент складається з 15-22 прямокутних дощечок, виготовлених з дерева ши або інших твердих порід. До обробки дощечки сушаться в натуральних умовах і на багатті, при налаштуванні їх підпилюють до отримання потрібного звуку. Під дощечками розміщені резонатори з плодів лагенарії. У них часто насипають дренаж або висушене насіння. Частини балафона з'єднуються між собою шкіряними ремінцями.
Як і на інших подібних інструментах, на балафоні грають спеціальними паличками. Він використовується бродячими артистами-гріотами як сольний інструмент, так і для супроводу співу.

## Історія
Балафон виник у XII столітті у період розквіту імперії Малі. Фактично, сам інструмент називається бала, а балафо означає грати на бала. Проте у західну традицію увійшла назва інструменту балафон. У 1352 році марокканський мандрівник Ібн Батута відвідує малійського правителя Сулеймана Кейта і у трактаті про свою подорож згадує про нгоні та балафон, на яких грали придворні музиканти. Європейські мандрівники описують балафон у XVII столітті. З розвитком работоргівлі балафон потрапляє з рабами до Америки. У газеті «Вірджинія» 1776 року згадуються афроамериканці, що грають на балафоні. В Америці інтрумент зникає у XIX столітті. У 1980-х роках спостерігалася тенденція впровадження африканських мотивів у світову джазову та поп-музику. З цього часу деякі західні музиканти у свій репертуар впровадили балафон. Відомим популяризатором цього інтрументу був малійський гурт Rail Band під керівництвом Саліфа Кейти. Серед інших музикантів, що грали на балафоні, варто згадати Стефона Гарріса, Домініка Говарда, Морі Канте, Денні Ельфмана, Фероу Сандерса, Лонні Лістон Сміта, Рокіа Траоре тощо.